# Сабуриха (Костромська область)
Сабуриха (рос. Сабуриха) — присілок в Шар'їнському районі Костромської області Російської Федерації.
Населення становить 4 особи. Входить до складу муніципального утворення Зебляковське сільське поселення.

## Історія
Від 2007 року входить до складу муніципального утворення Зебляковське сільське поселення.

## Населення
| 2008 | 2010 | 2014 |
| ---- | ---- | ---- |
| 10   | ↘5   | ↘4   |